# Dinhard
Dinhard är en ort och kommun i distriktet Winterthur i kantonen Zürich, Schweiz. Kommunen har 1 733 invånare (2023).
Förutom Dinhard finns orterna Welsikon, där järnvägsstationen Dinhard ligger, och Eschlikon.